# Skibssætning
En skibssætning er en skibsformet gravform, der blev brugt i bronzealderen, jernalderen og i vikingetiden. En skibssætning er en spidsoval stensætning, der kan danne rammen om en grav inden for skibssiderne eller være et mindesmærke for en død. 
Det antages at stenskibet symboliserer den båd, der fragtede den døde til dødsriget. Den største intakte skibssætning i Skandinavien er Ales sten i Skåne.
Ved Gammel Lejre findes resterne af en af Nordens største skibssætninger fra vikingetiden. Skibssætningen har været ca. 80 m lang og blev brugt til gravplads. I somrene 2011/2012 opførte Sagnlandet Lejre en rekonstruktion af skibssætningen i Gammel Lejre primært ved hjælp af håndkraft.
Skibssætningen, der har stået i Jelling, er fra vikingetiden.

## Nogle kendte skibssætninger

### I Danmark
- Jellinge skibssætning, der omfatter både nord- og sydhøjen, anses for at have været 355 m langt og ca. 70 m bredt, det har bestået af ca. 370 store sten. Resterne er blevet fundet over årene, men teorien er specielt udviklet efter undersøgelser med jordradar i 2006. Skibssætningen daterer sig til vikingetiden, og er den absolut største skibssætning, der er kendskab til.[1]55°45′23.61″N 9°25′10.53″Ø / 55.7565583°N 9.4195917°Ø
- Gammel Lejre skibssætning fra vikingetiden er 80 m lang og består af 28 kampesten.55°37′1.93″N 11°58′24.54″Ø / 55.6172028°N 11.9734833°Ø
- Glavendrup skibssætning antages at have været 70 m langt og 13-13,50 m bredt.[2]55°30′34.54″N 10°17′35.16″Ø / 55.5095944°N 10.2931000°Ø
- Lindholm Høje nær Aalborg er en gravplads fra yngre jernalder og vikingetiden med flere hundrede skibssætninger, og over 700 grave.57°4′37.43″N 9°54′44.76″Ø / 57.0770639°N 9.9124333°Ø
- Bække skibssætning 800 m nord for Bække er en 45 m lang skibssætning fra vikingetiden, runestenen Bækkestenen udgjorde stævn i skibet. I forbindelse med skibssætningen findes to gravhøje og Hærvejen passerer hen over skibssætningen.55°34′54.52″N 9°8′41.98″Ø / 55.5818111°N 9.1449944°Ø
- Høj stene ved Vejerslev mellem Viborg og Randers. 88 x 30 m. Ældste yngre germanertid 540-600. Sløjfet før 1808. Udgravet 2016-17.[3]
- Kalvestenene på Hjarnø. 10 skibssætninger fra germansk jernalder eller vikingetid er bevaret på sydøstsiden af øen.

### I Sverige
- Ales sten i Skåne er en 67 m lang og 19 m bred skibssætning.55°22′57.88″N 14°3′14.40″Ø / 55.3827444°N 14.0540000°Ø
- Askeberga skibssætning i Västergötland er 55 m lang. Skibssætningen er lavet af 24 granitblokke, der vejer omkring 25 T hver.58°34′31.08″N 13°59′3.48″Ø / 58.5753000°N 13.9843000°Ø
- Anundshög skibssætninger i Västmanland er en dobbelt skibssætning med en samlet længde på 100 m, en af skibssætningerne er 25 m bred. I samme område findes adskillige mindre skibssætninger.59°37′50″N 16°38′41″Ø / 59.63056°N 16.64472°Ø
- Gettlinge gravplads på Öland består af mere end 200 grave, hvor de fleste er skibssætninger, bl.a. en 30 m lang skibssætning, der består af 23 opretstående granitblokke ved siden af hinanden.56°23′18″N 16°26′6″Ø / 56.38833°N 16.43500°Ø
- Blomsholm skibssætning i Bohuslän er 41 m lang, 9 m bred og består af 49 granitblokke. Stævnen og agter er omkring 4 m høje.58°58′22.6″N 11°14′29.3″Ø / 58.972944°N 11.241472°Ø
- Tjelvars grav på Gotland er 18 m lang og 5 m bred.57°37′40.47″N 18°43′57.11″Ø / 57.6279083°N 18.7325306°Ø

### I Norge
- Istrehågan i Sandefjord, Vestfold består af fem stensætninger og to skibssætning, den største er 25 m lang og består af 18 granitblokke.59°5′48.61″N 10°10′27.25″Ø / 59.0968361°N 10.1742361°Ø